# Klinik für Kinder- und Jugendpsychiatrie, Psychosomatik und Psychotherapie
Die Klinik für Kinder- und Jugendpsychiatrie, Psychosomatik und Psychotherapie ( KJP) ist eine Einrichtung des Pfalzklinikums AdöR in Klingenmünster. Diese kinder- und jugendpsychiatrische Klinik in kommunaler Trägerschaft bietet Untersuchungs- und Behandlungsmöglichkeiten für Kinder und Jugendliche im Alter zwischen vier und 18 Jahren. Träger des Pfalzklinikums ist der Bezirksverband Pfalz.

## Hauptsitz und Standorte
Der Hauptsitz der Klinik liegt in Klingenmünster (Landkreis Südliche Weinstraße) am Westrand der Rheinebene.
Standorte:
- Klingenmünster: Institutsambulanz, Tagesklinik und Stationen für Kinder und Jugendliche einschließlich Jugendforensik
- Kaiserslautern: Tagesklinik und Institutsambulanz für Kinder und Jugendliche
- Pirmasens: Tagesklinik und Institutsambulanz für Kinder und Jugendliche
- Speyer: Tagesklinik und Institutsambulanz für Kinder und Jugendliche

## Leistungen
Die Klinik dient der stationären und ambulanten Maximalversorgung im Bereich der seelischen Erkrankungen bei Kindern und Jugendlichen. Sie umfasst einen kinder- und jugendpsychiatrischen, psychosomatischen, sowie im psychotherapeutischen Bereich. In der Abteilung Sozialtherapie der KJP werden verurteilte Patienten mit einer psychischen Störung ab einem Alter von 14 Jahren behandelt.

## Einzugsgebiet
Kreisfreie Städte:
Kaiserslautern, Landau in der Pfalz, Neustadt an der Weinstraße, Pirmasens, Speyer, Zweibrücken
Landkreise:
Bad Dürkheim, Donnersberg, Germersheim, Kaiserslautern, Kusel, Südliche Weinstraße, Westpfalz, sowie den südlichen Teil des Rhein-Pfalz-Kreises mit den Ortsgemeinden Böhl-Iggelheim, Dudenhofen, Hanhofen, Harthausen, Otterstadt, Römerberg, Schifferstadt und Waldsee.
Die Jugendforensik ist für  Rheinland-Pfalz zuständig.

## Bedeutung
Die Klinik übernimmt die Maximalversorgung mit 60 stationären Betten und 65 Tagesklinikplätzen zur Behandlung von Kindern und Jugendlichen. Jährlich werden rund 1.100 Kinder und Jugendliche stationär und teilstationär behandelt. In den Institutsambulanzen in Klingenmünster, Kaiserslautern, Pirmasens und Speyer werden pro Jahr ca. 3.000 Kinder und Jugendliche behandelt, weiterhin erfolgt die aufsuchende kinder- und jugendpsychiatrische Behandlung in umliegenden Einrichtungen der Jugendhilfe. In der Abteilung Sozialtherapie der KJP sind 16 Plätze für verurteilte Patienten aus  Rheinland-Pfalz vorgesehen.

## Aus- und Weiterbildung
Die KJP ist Weiterbildungsstätte zur Erlangung der Facharztbezeichnung „Kinder – und Jugendpsychiatrie und -psychotherapie“, es besteht eine volle Ermächtigung des zur Weiterbildung befugten Chefarztes für 48 Monate.
Für die Approbation zum Kinder- und Jugendlichenpsychotherapeuten bietet die KJP die  praktische Ausbildung in Kooperation mit staatlich anerkannten Fort- und Weiterbildungsinstituten an.

## Geschichte
Am 9. Juli 1954 wurde die Arbeit mit seelisch kranken Kindern und Jugendlichen in der  „Pfälzischen Nervenklinik Landeck“ in einer gesonderten Abteilung für Kinder- und Jugendpsychiatrie zusammengefasst.
1973 erfolgte die Gründung einer eigenen Klinik unter der Bezeichnung „Pfalzinstitut für Kinder- und Jugendpsychiatrie, Psychosomatik und Psychotherapie“ mit eigenem ärztlichem Direktor, Pflegedirektor und Personalrat. Im Zuge der Umstrukturierungen am Anfang des dritten Jahrtausends wurde das „Pfalzinstitut“ wieder zu einer Einrichtung im Pfalzklinikum. Die Bezeichnung „Pfalzinstitut“ wurde im Jahr 2018 wieder abgelegt. Ab Ende 2027 soll ein Neubau das Bestandsgebäude aus den frühen siebziger Jahren ersetzen.